# Cocktail Hour
Cocktail Hour is een Amerikaanse dramafilm uit 1933 onder regie van Victor Schertzinger.

## Verhaal
Cynthia Warren verdient de kost als illustratrice en ontwerpster van affiches. Ze wordt opstandig bij de gedachte dat vrouwen voorbestemd zijn om te trouwen en een gezin te stichten. Ze besluit haar man te verlaten en naar Parijs te vertrekken. In de haven van New York valt ze in de armen van de gladde, Engelse klaploper William Lawton.

## Rolverdeling
| Acteur           | Personage            |
| ---------------- | -------------------- |
| Bebe Daniels     | Cynthia Warren       |
| Randolph Scott   | Randolph Morgan      |
| Sidney Blackmer  | William Lawton       |
| Muriel Kirkland  | Olga Raimoff         |
| Jessie Ralph     | Prinses de Longville |
| Barry Norton     | Prins de Longville   |
| George Nardelli  | Raoul Alvarez        |
| Marjorie Gateson | Pat Lawton           |